# 296577 Arkhangelsk
296577 Arkhangelsk este un asteroid din centura principală de asteroizi.

## Descriere
296577 Arkhangelsk este un asteroid din centura principală de asteroizi. A fost descoperit pe 11 septembrie 2009 la Zelenchukskaya Station de Timur V. Kryachko. Asteroidul prezintă o orbită caracterizată de o semiaxă mare de 3,11 ua, o excentricitate de 0,19 și o înclinație de 16,5° în raport cu ecliptica.